# Partido de Tordillo
Partido de Tordillo är en kommun i Argentina.   Den ligger i provinsen Buenos Aires, i den östra delen av landet, 230 km söder om huvudstaden Buenos Aires. Antalet invånare är 1 742. Arean är 1,3 kvadratkilometer.
Terrängen i Partido de Tordillo är mycket platt.
Trakten runt Partido de Tordillo består till största delen av jordbruksmark. Trakten runt Partido de Tordillo är nära nog obefolkad, med mindre än två invånare per kvadratkilometer.